# Ludvík Alexandr Bourbon, hrabě z Toulouse
Ludvík Alexandr de Bourbon, hrabě z Toulouse (Louis Alexandre de Bourbon, comte de Toulouse, duc de Penthièvre, duc de Châteauvillain, duc de Rambouillet, duc de Damville) (6. června 1678, Versailles, Francie – 1. prosince 1737, Rambouillet, Francie) byl francouzský šlechtic, vojevůdce a dvořan, nemanželský syn Ludvíka XIV. a jeho milenky Madame de Montespan. Od dětství získal řadu hodností a titulů, byl čtyřnásobným vévodou, ale celý život byl znám pod nejstarším získaným titulem jako hrabě de Toulouse. Dosáhl nejvyšších hodností u námořnictva a v armádě, byl admirálem a generálem. Po smrti Ludvíka XIV. byl členem regentské vlády za nezletilého Ludvíka XV. a prezidentem námořní rady. Zemřel jako nejvyšší lovčí Francie.

## Životopis

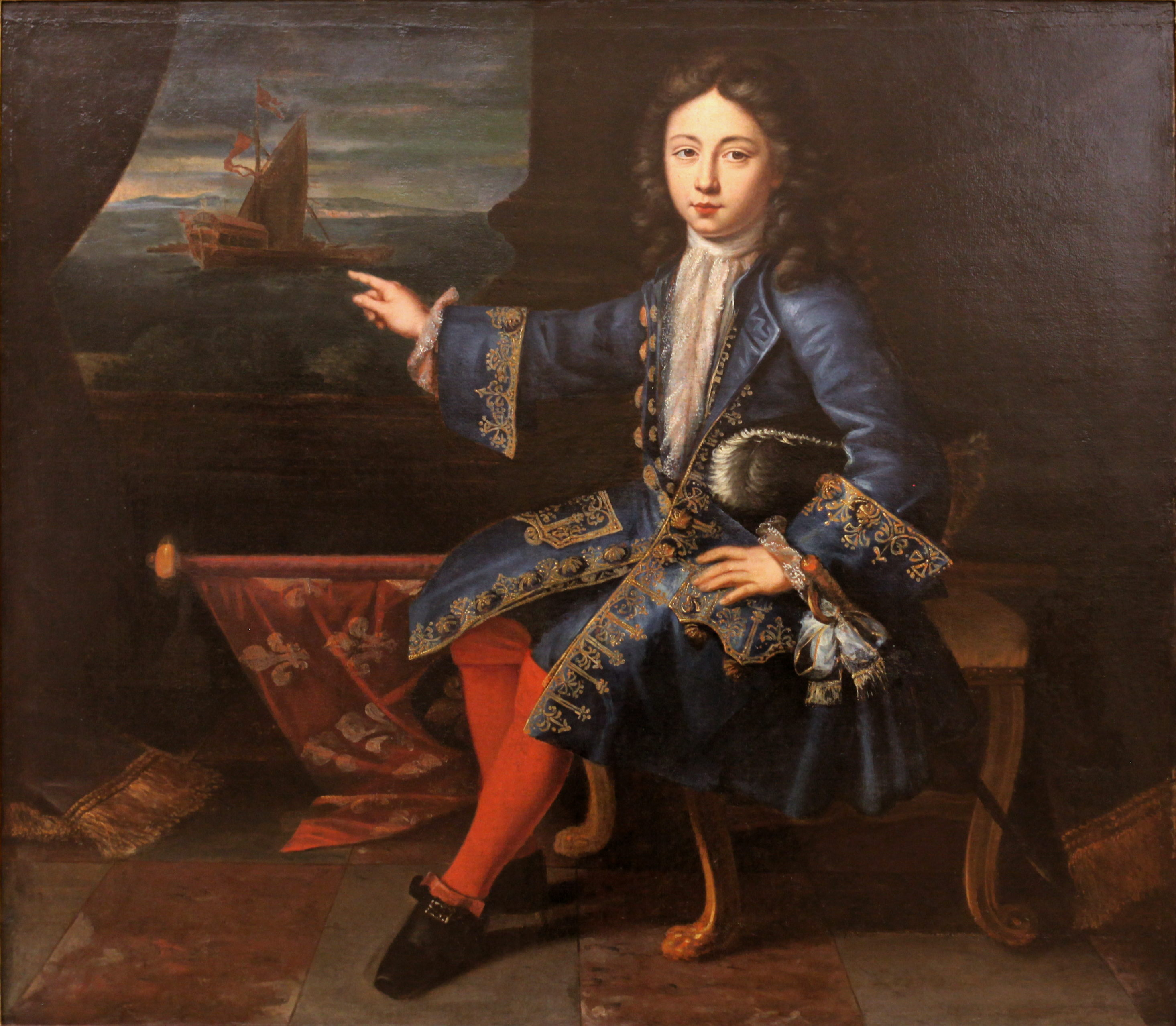
Hrabě de Toulouse v dětském věku (Hyacinthe Rigaud, 1690)

Narodil se na zámku Clagny ve Versailles jako nejmladší z nemanželského potomstva Ludvíka XIV. a jeho milenky markýzy de Montespan. V roce 1681 jej Ludvík XIV. uznal za vlastního a udělil mu titul hraběte z Toulouse, v pěti letech pak dostal hodnost admirála Francie (1683). Zúčastnil se devítileté války a od roku 1693 byl plukovníkem jezdectva, téhož roku obdržel Řád sv. Ducha. V roce 1696 obdržel hodnost maréchal de camp a o rok později byl jmenován generálporučíkem. Mezitím získal úřad guvernéra v Guyenne (1689–1695) a od roku 1695 až do smrti byl guvernérem v Bretani. Získal také další vysoké šlechtické tituly, stal se vévodou z Damville (1694) a z Penthièvre (1697), po celý život byl ale znám pod svým nejstarším získaným titulem jako hrabě Toulouse. Na počátku války o španělské dědictví se zúčastnil tažení na Sicílii, v roce 1704 byl vrchním velitelem loďstva v bitvě u Malagy (faktickým koordinátorem bojových akcí byl ale maršál d'Estrées). V roce 1703 obdržel titul vévody de Châteauvillain a v roce 1704 mu jeho synovec španělský král Filip V. udělil Řád zlatého rouna.
Vzhledem k vysoké úmrtnosti v královské rodině počátkem 18. století byl závětí Ludvíka XIV. prohlášen za prince královské krve (prince du sang) s právem následnictví francouzského trůnu (1714). Toto rozhodnutí po smrti Ludvíka XIV. zpochybnila regentská rada Filipa Orleánského a případné dědické nároky králových levobočků byly předmětem řady sporu po celou dobu regentské vlády (kromě hraběte Toulouse se to týkalo jeho staršího bratra vévody de Maine, který byl v prosazování svých práv ambicióznější a kvůli tomu byl také vyloučen z regentské rady). Hrabě Toulouse byl v letech 1714–1737 nejvyšším lovčím Francie (Grand veneur de France), po smrti Ludvíka XIV. se stal členem regentské rady a jako velkoadmirál byl v letech 1715–1718 prezidentem námořní rady fungující nezávisle na ministerstvu námořnictva (spolu s ním úřad prezidenta námořní rady zastával maršál vévoda d'Estrées).

## Majetek a potomstvo

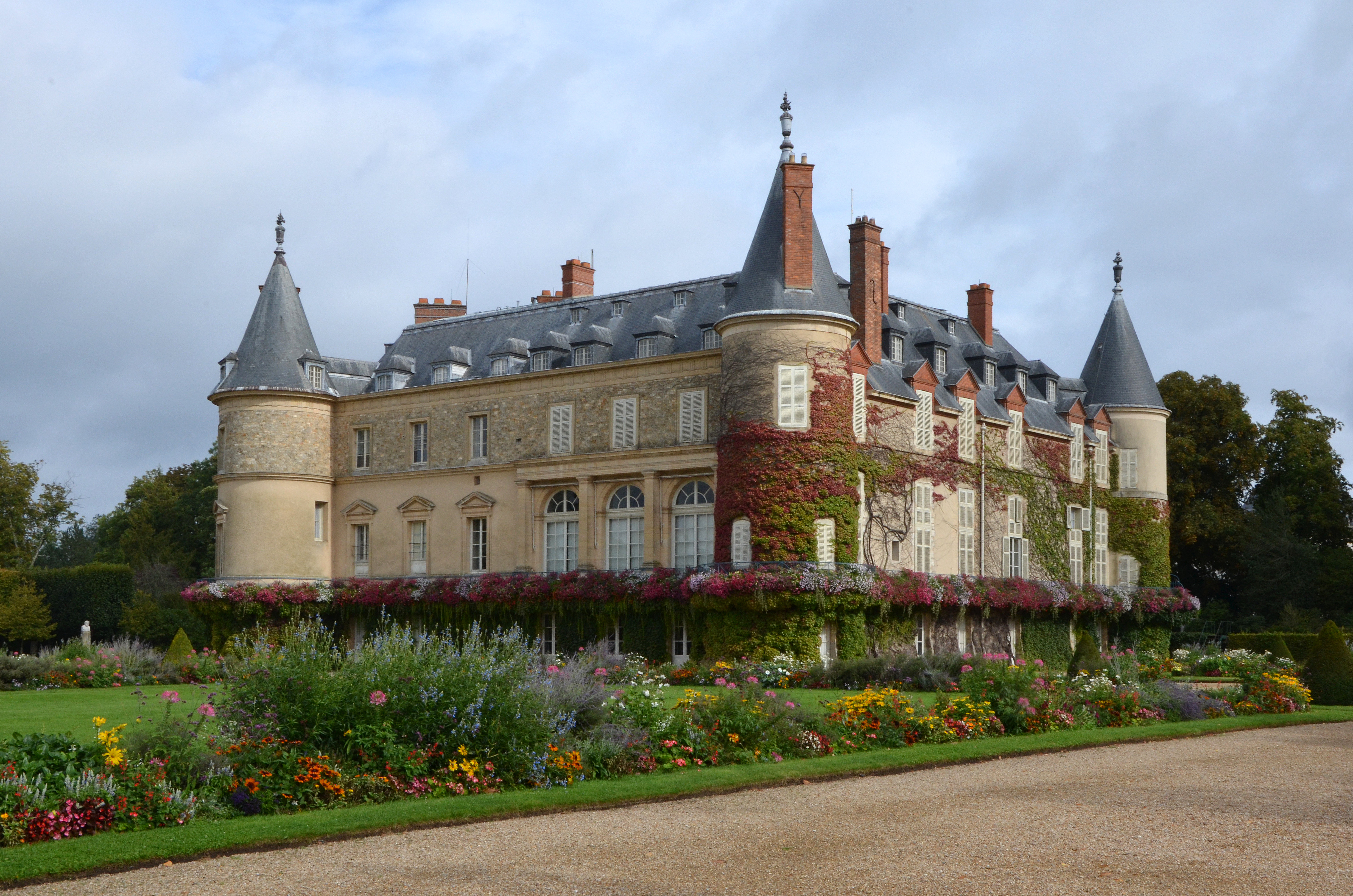
Zámek Rambouillet, hlavní sídlo hraběte de Toulouse

V roce 1706 koupil zámek Rambouillet, který nechal přestavět a zrenovovat. Ve spojení s tímto panstvím získal v roce 1711 svůj poslední šlechtický titul a stal se vévodou z Rambouilletu. Ve 20. letech zde na lovu několikrát pobýval Ludvík XV., protože Toulouse v té době ještě stále užíval funkci královského nejvyššího lovčího. Jeho druhým sídlem byl palác Hôtel de Toulouse v Paříži, který koupil v roce 1712. Palác Toulouse poblíž Louvru zůstal majetkem jeho potomstva do revoluce, poté se stal národním majetkem a nyní zde sídlí Francouzská banka. Kromě těchto sídel měl hrabě Toulouse vyčleněné apartmá na zámku ve Versailles, které předtím patřilo jeho matce. Po jeho smrti se v těchto prostorách usadily neprovdané dcery Ludvíka XV.
Jeho manželkou se při tajném obřadu v roce 1723 stala Marie Viktorie de Noailles (6. 5. 1688 Versailles – 30. 9. 1766 Paříž), dcera maršála vévody de Noailles. Předtím byla provdaná za Louise de Pardaillan de Gondrin (1688–1712), který byl vnukem markýzy de Montespan a tudíž synovcem hraběte de Toulouse. Z jejich manželství se narodil jediný syn:
- Ludvík Jan Maria (16. 11. 1725 Rambouillet – 4. 3. 1793 Vernon), vévoda z Penthièvre[3]
  - ⚭ 1744 Marie Tereza Felicitas d'Este (6. 10. 1726 Modena – 30. 4. 1754 Rambouillet)[4]

Kromě toho měl hrabě Toulouse ještě před sňatkem dva nemanželské syny, kteří užívali jméno de Sainte Foy.